# Campeonato Sul-Americano de Hóquei sobre a grama
O Campeonato Sul-Americano é um torneio de hóquei sobre a grama organizado pela Federação Pan-Americana de Hóquei (PAHF). Em algumas de suas edições, o mesmo outorga vagas para os Jogos Pan-Americanos.
Esta competição é disputada desde 2003. A Argentina detém ampla hegemonia neste desporto, tanto no masculino como também no feminino.
A edição deste campeonato em 2020 na cidade de Lima, capital do Peru, acabou sendo postergada para 2021, sem mudança na sede. Com a gravidade da pandemia provocada pela COVID-19, a realização destes torneios acabou não seguindo adiante, sendo os mesmos cancelados.
Em sua mais recente edição, o Chile conquistou o seu primeiro título na modalidade feminina, enquanto na masculina a Argentina manteve a taça das edições anteriores.

## Torneio masculino

### Resultados
| 2003 Detalhes | Santiago       | Argentina        | Pontos corridos  | Chile            | Peru             | Pontos corridos   | Uruguai          |
| 2006 Detalhes | Buenos Aires   | Argentina        | 6 - 0            | Chile            | Peru             | 0 - 0 (ps: 3 - 0) | Uruguai          |
| 2008 Detalhes | Montevidéu     | Argentina        | Pontos corridos  | Chile            | Uruguai          | Pontos corridos   | Brasil           |
| 2010 Detalhes | Rio de Janeiro | Argentina        | 3 - 0            | Chile            | Uruguai          | 1 - 0 (pr.)       | Brasil           |
| 2013 Detalhes | Santiago       | Argentina        | 4 - 3            | Chile            | Brasil           | 4 - 1             | Peru             |
| 2014 Detalhes | Santiago       | Argentina        | 8 - 1            | Chile            | Venezuela        | 3 - 2             | Brasil           |
| 2016 Detalhes | Chiclayo       | Chile            | Pontos corridos  | Venezuela        | Uruguai          | Pontos corridos   | Paraguai         |
| 2018 Detalhes | Cochabamba     | Argentina        | 1 - 0            | Chile            | Brasil           | 2 - 2 (SO: 4 - 2) | Venezuela        |
| 2021          | Lima           | Edição cancelada | Edição cancelada | Edição cancelada | Edição cancelada | Edição cancelada  | Edição cancelada |
| 2022 Detalhes | Assunção       | Argentina        | 3 - 1            | Chile            | Brasil           | 5 - 0             | Peru             |
| TBD           | TBD            |                  |                  |                  |                  |                   |                  |

### Premiações
| Ordem | País      | Medalha de ouro | Medalha de prata | Medalha de bronze | Total |
| ----- | --------- | --------------- | ---------------- | ----------------- | ----- |
| 1     | Argentina | 8               | 0                | 0                 | 8     |
| 2     | Chile     | 1               | 8                | 0                 | 9     |
| 3     | Venezuela | 0               | 1                | 1                 | 2     |
| 4     | Brasil    | 0               | 0                | 3                 | 3     |
| 4     | Uruguai   | 0               | 0                | 3                 | 3     |
| 5     | Peru      | 0               | 0                | 2                 | 2     |
| Total | Total     | 9               | 9                | 9                 | 27    |

## Torneio feminino

### Resultados
| 2003 Detalhes | Santiago       | Argentina        | Pontos corridos   | Chile            | Uruguai          | Pontos corridos  | Paraguai         |
| 2006 Detalhes | Buenos Aires   | Argentina        | 4 - 0             | Chile            | Uruguai          | 4 - 0            | Brasil           |
| 2008 Detalhes | Montevidéu     | Argentina        | 5 - 1             | Chile            | Uruguai          | 2 - 0            | Brasil           |
| 2010 Detalhes | Rio de Janeiro | Argentina        | 4 - 0             | Chile            | Uruguai          | 5 - 0            | Brasil           |
| 2013 Detalhes | Santiago       | Argentina        | 4 - 0             | Chile            | Uruguai          | 3 - 1            | Brasil           |
| 2014 Detalhes | Santiago       | Argentina        | 3 - 1             | Chile            | Uruguai          | 3 - 0            | Brasil           |
| 2016 Detalhes | Chiclayo       | Uruguai          | Pontos corridos   | Chile            | Brasil           | Pontos corridos  | Paraguai         |
| 2018 Detalhes | Cochabamba     | Argentina        | 7 - 0             | Uruguai          | Chile            | 8 - 0            | Brasil           |
| 2021          | Lima           | Edição cancelada | Edição cancelada  | Edição cancelada | Edição cancelada | Edição cancelada | Edição cancelada |
| 2022 Detalhes | Assunção       | Chile            | 0 - 0 (SO: 3 - 2) | Argentina        | Uruguai          | 7 - 0            | Paraguai         |
| TBD           | TBD            |                  |                   |                  |                  |                  |                  |

### Premiações
| Ordem | País      | Medalha de ouro | Medalha de prata | Medalha de bronze | Total |
| ----- | --------- | --------------- | ---------------- | ----------------- | ----- |
| 1     | Argentina | 7               | 1                | 0                 | 8     |
| 2     | Chile     | 1               | 7                | 1                 | 9     |
| 3     | Uruguai   | 1               | 1                | 7                 | 9     |
| 4     | Brasil    | 0               | 0                | 1                 | 1     |
| Total | Total     | 9               | 9                | 9                 | 27    |